# Макдоно (Нью-Йорк)
Макдоно (англ. McDonough) — місто (англ. town) в США, в окрузі Ченанго штату Нью-Йорк. Населення — 797 осіб (2020).

## Демографія
Згідно з переписом 2010 року, у місті мешкало 886 осіб у 373 домогосподарствах у складі 244 родин. Було 706 помешкань
Расовий склад населення:
| - 96,4 % — білих - 0,7 % — корінних американців - 0,7 % — чорних або афроамериканців - 0,3 % — азіатів |

До двох чи більше рас належало 1,2 %. Частка іспаномовних становила 3,8 % від усіх жителів.
За віковим діапазоном населення розподілялося таким чином: 19,5 % — особи молодші 18 років, 62,3 % — особи у віці 18—64 років, 18,2 % — особи у віці 65 років та старші. Медіана віку мешканця становила 46,7 року. На 100 осіб жіночої статі у місті припадало 111,5 чоловіків;  на 100 жінок у віці від 18 років та старших — 109,1 чоловіків також старших 18 років.
Середній дохід на одне домашнє господарство  становив 50 475 доларів США (медіана — 40 000), а середній дохід на одну сім'ю — 62 467 доларів (медіана — 59 231). Медіана доходів становила 41 979 доларів для чоловіків та 37 813 долари для жінок. За межею бідності перебувало 15,0 % осіб, у тому числі 14,1 % дітей у віці до 18 років та 18,1 % осіб у віці 65 років та старших.
Цивільне працевлаштоване населення становило 360 осіб. Основні галузі зайнятості: освіта, охорона здоров'я та соціальна допомога — 26,4 %, виробництво — 14,4 %, мистецтво, розваги та відпочинок — 13,1 %.